# حسن فروغی
حسن فروغی نویسنده، مترجم و استاد بازنشستۀ زبان و ادبیات فرانسه در دانشگاه شهید چمران اهواز است که در سال ۱۳۲۳ خورشیدی در طبس متولد شد. وی در سال ۱۳۳۶ تحصیلات ابتدایی را در دبستان میرطبس و در سال ۱۳۴۲ تحصیلات متوسطه را در دبیرستان شیبانی همان شهرستان به پایان رساند و در سال ۱۳۴۲ موفق به اخذ دیپلم متوسطه در رشتهٔ تجربی گردید. وی در سال ۱۳۵۲ مقطع کارشناسی رشتهٔ زبان فرانسه را در مدرسهٔ عالی ترجمهٔ تهران به پایان رساند و در سال ۱۳۵۳ به دریافت کارشناسی ارشد ادبیات فرانسه و در سال ۱۳۵۷ به دریافت درجهٔ دکتری ادبیات فرانسه و تطبیقی از دانشگاه سوربن پاریس توفیق یافت.
او در سال‌های ۵۹-۱۳۵۸ و ۸۲-۱۳۸۰ و ۱۳۹۳ مدیر گروه فرانسه دانشگاه شهید چمران اهواز و  نیز سردبیر مجلهٔ علمی-پژوهشی مطالعات زبان و ادبیات فرانسه دانشگاه شهید چمران اهواز بوده است؛ او همچنین در انجمن ادبی قرن ۱۸ فرانسه (پاریس)، انجمن ادبی دیدرو (پاریس) و انجمن ادبی منتسکیو (پاریس) عضو است.
حسن فروغی از اعضای هیئت تحریریه مجله‌های پژوهش دانشگاه تهران، لقمان در مرکز نشر دانشگاهی، مطالعات زبان فرانسه دانشگاه اصفهان، پژوهش زبان و ادبیات فرانسه دانشگاه تبریز، قلم، نشریه انجمن علمی زبان و ادبیات فرانسه و عضو شورای انتشارات دانشگاه شهید چمران اهواز نیز بوده است.

## آثار
- فرانسه برای دانشجویان رشتهٔ علوم (به زبان فرانسه)، انتشارات سمت، چ اوّل، ۱۳۷۳، (با همکاری عبدالله محتشمی و سید علاءالدین گوشه‌گیر).
- یادداشت‌برداری و روش تحقیق (به زبان فرانسه)، انتشارات سمت، چاپ اوّل ۱۳۸۰، چاپ دوم ۱۳۸۲، چاپ سوم ۱۳۸۵.
- تفسیر متون ادبی (به زبان فرانسه)، انتشارات سمت، ۱۳۸۱.
- ترجمهٔ کتاب اسلام و تمدن اسلامی (دوجلد) از آندره میکل، هانری لوران، انتشارات سمت، ۱۳۸۱.